# Registre distribué
Pour les articles homonymes, voir Ledger.
Un registre distribué (aussi appelé registre partagé ; en anglais, distributed ledger ou shared ledger) est un registre simultanément enregistré et synchronisé sur un réseau d'ordinateurs, qui évolue par l'addition de nouvelles informations préalablement validées par l'entièreté du réseau et destinées à ne jamais être modifiées ou supprimées.
Un registre distribué n'a ni administrateur central ni stockage de données centralisé.
Un réseau pair-à-pair et un algorithme de consensus sont nécessaires afin d'assurer le fonctionnement du système. Une des formes de registre distribué est le système de la chaîne de blocs (ou blockchain), qui peut être public ou privé.
Les registres distribués sont principalement connus en raison de leur utilisation dans l'implantation des cryptomonnaies, même si, techniquement parlant, la cryptomonnaie et le registre distribué sous-jacent sont deux choses différentes. Cependant, en pratique, un registre distribué doit être accompagné d'une cryptomonnaie (propriétaire ou utilisée à partir d'un autre registre) afin de fournir des incitations pour maintenir opérationnels les programmes de validation et de synchronisation.
D'autres utilisations possibles des registres distribués incluent les contrats intelligents (d'abord introduits par le protocole d'échanges décentralisés Ethereum) et le stockage de fichiers.

## Terminologie

### Définitions
Une définition du registre distribué est utilisée dans le règlement de l'union européenne sur un régime pilote pour les infrastructures de marché reposant sur la technologie des registres distribués.

« Définitions
«technologie des registres distribués» ou «DLT»une technologie qui permet l’exploitation et l’utilisation de registres distribués;
«registre distribué»un répertoire d’informations qui conserve un enregistrement des transactions et qui est partagé et synchronisé au sein d’un ensemble de nœuds de réseau DLT, au moyen d’un mécanisme de consensus;
«mécanisme de consensus»les règles et les procédures par lesquelles les nœuds d’un réseau DLT parviennent à un accord sur le fait qu’une transaction est validée;
«nœud de réseau DLT»un dispositif ou un processus qui fait partie d’un réseau et qui détient une copie complète ou partielle des enregistrements de toutes les transactions dans un registre distribué »

— Règlement (UE) 2022/858

### Registre distribué versus chaîne de blocs
La signification exacte de l'expression chaîne de blocs (en anglais, blockchain) reste controversée. Alors que certaines affirment que chaîne de blocs est synonyme de registre distribué (et la plupart des journalistes généralistes tendent à l'utiliser dans ce sens), d'autres affirment que techniquement l'expression chaîne de blocs ne s'applique qu'aux chaînes de blocs linéaires comme celles utilisées par les systèmes Bitcoin et Litecoin et non aux systèmes basés sur des graphes orientés acycliques comme le Tangle ou Hedera Hashgraph. Selon cette deuxième définition, tous les systèmes de registre distribué ne reposent pas nécessairement sur une chaîne de blocs afin d'assurer avec succès l'exécution d'un consensus distribué : la chaîne de blocs n'est qu'un des types de structure de données pouvant être utilisés dans le cadre d'un registre distribué.

## Applications
En 2016, de nombreuses banques ont testé l'utilisation de registres distribués pour l'exécution de paiements internationaux.
Les banques investissent massivement dans l'utilisation de registres distribués afin de réduire leurs coûts et leurs risques opérationnels.
L'utilisation de registres distribués devrait permettre de monétiser l'Internet des objets dans une économie programmable.

## Types
Les registres distribués sont considérés soit ouverts lorsque n'importe qui peut exécuter un programme de validation des transactions, soit fermés lorsque seules les personnes autorisées peuvent exécuter un programme de validation des transactions.
Ils peuvent aussi différer selon l'algorithme du consensus utilisé (preuve de travail, preuve d'enjeu ou système de vote).
Ils peuvent également être exploitables (un participant peut obtenir de nouvelles pièces de cryptomonnaie en contribuant à un nœud) ou non exploitables (le créateur de la cryptomonnaie possède toute la cryptomonnaie dès le début du processus).

## Réglementation
En Abu Dhabi, l'autorité du marché mondial d'Abu Dhabi (ADGM) a diffusé la première réglementation sur les registres distribués (DLT) sous l'appellation  « Distributed Ledger Technology (DLT) Foundations Regulations 2023 ».

### Normes
- Norme ISO 23257:2022, février 2022, Technologies des chaînes de blocs et technologies de registre distribué - Architecture de référence